# Placedo
Placedo est une census-designated place située dans le comté de Victoria, dans l’État du Texas, aux États-Unis. Sa population s’élevait à 692 habitants lors du recensement de 2010. Bien que n’étant pas incorporée, Placedo dispose d’un bureau de poste et d’un code postal.

## Source
- (en) Cet article est partiellement ou en totalité issu de l’article de Wikipédia en anglais intitulé « Placedo, Texas » (voir la liste des auteurs).